# Pain Remains
Pain Remains é o quarto álbum de estúdio da banda americana de deathcore Lorna Shore. Foi lançado em 14 de outubro de 2022, pela Century Media Records, e foi produzido por Josh Schroeder. Além de ser o primeiro álbum (e o segundo lançamento geral) com o vocalista Will Ramos e o guitarrista rítmico Andrew O'Connor, o álbum é o primeiro lançamento com o novo baixista Michael Yager.

## Antecedentes e promoção
No dia 29 de abril de 2022, a banda estreou uma nova música, "Sun//Eater", durante um show do álbum. A música, junto com um videoclipe, foi lançada oficialmente no dia 13 de maio. Além do anúncio do álbum, o novo single foi o primeiro a apresentar o novo baixista Michael Yager, que se juntou à banda durante as sessões de gravação do álbum. Em 22 de junho, a Lorna Shore estreou seu segundo single de seu próximo álbum, intitulado "Into the Earth", acompanhado de um videoclipe.
No dia 26 de julho, a banda lançou o terceiro single do álbum, "Cursed to Die", e também revelou que o álbum seria lançado no dia 14 de outubro. Em 14 de setembro, a banda lançou a primeira parte da faixa-título do álbum intitulada "Pain Remains I: Dancing Like Flames". Em 29 de setembro, a banda lançou a segunda parte da faixa-título do álbum intitulada "Pain Remains II: After All I've Done, I'll Disappear" junto com um videoclipe. O videoclipe de "Pain Remains III: In a Sea of Fire" foi lançado em 14 de outubro de 2022, coincidindo com o lançamento do álbum.

## Recepção critica
| Críticas profissionais | Críticas profissionais |
| Avaliações da crítica  | Avaliações da crítica  |
| Fonte                  | Avaliação              |
| ---------------------- | ---------------------- |
| Blabbermouth.net       | 9/10                   |
| Distorted Sound        | 9/10                   |
| Kerrang!               | [ 11 ]                 |
| Louder Sound           | [ 12 ]                 |
| Metal Injection        | 9/10                   |
| Metal Storm            | 7.9/10                 |
| MetalSucks             | [ 15 ]                 |
| New Transcendence      | 10/10                  |
| Rock 'N' Load          | 10/10                  |
| Wall of Sound          | 8/10                   |

O álbum foi aclamado pela crítica. Dom Lawson, do Blabbermouth.net, deu ao álbum 9 de 10 e disse: "Francamente, Pain Remains é ridículo pra caramba - muito além do deathcore. O jogo inteiro acabou de mudar, e o Lorna Shore já o venceu". James Weaver, da Distorted Sound, deu nota 9 de 10 ao álbum e disse: "Com Pain Remains, a Lorna Shore superou o hype online e entregou um álbum que não apenas excede a onda de vídeos de reação, mas consolida a banda como os porta-bandeiras do deathcore moderno. Expansivo, técnico e totalmente monstruoso, Pain Remains é a cara do deathcore em 2022 e mostra uma banda mais do que pronta para liderar a linha de frente." A Kerrang! deu ao álbum 4 de 5 e declarou: "Há três anos, Lorna Shore nem sabia se tinha futuro, mas com Pain Remains eles selaram seu destino como uma das bandas que levará a música pesada atual adiante. Ouça seu rugido". A Louder Sound fez uma avaliação positiva do álbum e declarou: "A Lorna Shore foi audaciosa e ousada na composição de Pain Remains, e isso valeu muito a pena." A Metal Injection classificou o álbum com 9 de 10 e declarou: "Pain Remains é ainda melhor do que esperávamos. Qualquer um que tenha pensado que o último EP era um acaso ou uma tendência passageira está errado. A Lorna Shore se junta a bandas como Spiritbox e I Prevail no topo do metal moderno. No entanto, a Lorna Shore é vários graus mais pesada do que essas duas bandas, um rolo compressor imparável impulsionado pela confiança e pelo talento bruto. Ninguém pode acusá-los de se venderem. Foi um caminho longo e difícil e todo o trabalho valeu a pena. A Lorna Shore apresentou o melhor álbum de sua carreira e um dos melhores álbuns de metal sinfônico e deathcore da memória recente."
Max Heilman, da MetalSucks, classificou o álbum com 4,5 de 5 e disse: "Lorna Shore claramente tem uma visão sobre Pain Remains. Eles querem compor um metal de grande escala, pronto para festivais, ao mesmo tempo em que ultrapassam os limites do deathcore. É claro que eles não são a primeira banda principal a incorporar o black metal ou a levar o conceito de "breakdown" a profundidades quase ridículas, mas Pain Remains se destaca. Merece todo o reconhecimento que recebe, porque é uma audição insanamente bem escrita e divertida. Lorna Shore não é apenas "aquela banda de deathcore enegrecido de TikTok". Eles provaram efetivamente seu poder de permanência no panteão mais amplo da feracidade." A New Transcendence elogiou o álbum dizendo: "Pain Remains é muita coisa, mas, apesar da densa complexidade instrumental, do intenso dinamismo vocal, do lirismo brilhante e da produção maravilhosa, ele também consegue ser um disco extremamente divertido e, sem dúvida, a melhor incursão de 2022 no mundo do deathcore. Embora a Lorna Shore tenha enfrentado mais do que seu quinhão de dor, eles usam tudo isso em Pain Remains e criaram algo verdadeiramente imaculado." O Rock 'N' Load elogiou o álbum dizendo: "Pain Remains é o melhor lançamento de 2022 até agora e vai levar uma surra". A Wall of Sound deu ao álbum uma pontuação de 8/10 e disse: "Pain Remains se estende por mais de uma hora para entregar a obra-prima sinfônica que você esperava, com mais drama do que um poema shakespeariano. Repleto de gritos de porco não tão kosher/halal, esse disco fará com que você faça uma cara de mau que pode deixar uma marca. Minhas únicas queixas sobre o álbum incluem um leve uso excessivo de sinfonias (apesar de sua impressionante variação) e algumas das faixas, que podem ser um pouco exageradas. Fora isso, ele supera as expectativas e será um álbum do qual você se lembrará por muito tempo."

## Lista de faixas
Todas as músicas compostas por Lorna Shore.
| N.º            | Título                                                 | Duração |  |
| 1.             | "Welcome Back, O' Sleeping Dreamer"                    | 7:21    |  |
| 2.             | "Into the Earth"                                       | 5:12    |  |
| 3.             | "Sun//Eater"                                           | 6:10    |  |
| 4.             | "Cursed to Die"                                        | 4:40    |  |
| 5.             | "Soulless Existence"                                   | 7:12    |  |
| 6.             | "Apotheosis"                                           | 4:54    |  |
| 7.             | "Wrath"                                                | 4:57    |  |
| 8.             | "Pain Remains I: Dancing Like Flames"                  | 5:52    |  |
| 9.             | "Pain Remains II: After All I've Done, I'll Disappear" | 5:36    |  |
| 10.            | "Pain Remains III: In a Sea of Fire"                   | 9:12    |  |
| Duração total: | Duração total:                                         | 61:06   |  |

## Créditos
Lorna Shore
- Will Ramos – vocais
- Adam De Micco – guitarra solo
- Andrew O'Connor – guitarra base
- Michael Yager – baixo
- Austin Archey – bateria

Pessoal adicional
- Josh Schroeder – produção, masterização, mixagem, engenharia

## Paradas
| Parada (2022)                         | Posição alcançada |
| ------------------------------------- | ----------------- |
| Australian Albums (ARIA)              | 77                |
| Áustria (Ö3 Austria Top 40)           | 6                 |
| Bélgica (Ultratop Flandres)           | 70                |
| Países Baixos (Dutch Charts)          | 53                |
| Finlândia (Suomen virallinen lista)   | 7                 |
| Alemanha (Offizielle Deutsche Charts) | 6                 |
| Escócia (Official Scottish Albums)    | 63                |
| Suíça (Schweizer Hitparade)           | 7                 |
| Reino Unido (UK Digital Albums)       | 11                |
| Reino Unido (UK Rock & Metal Albums)  | 5                 |
| US Billboard 200                      | 150               |